# Kirkjuliga Heimamissiónin í Føroyum
Kirkjuliga Heimamissiónin í Føroyum (dansk: Kirkelige Hjemmemission på Færøerne) er en pietistisk kristen vækkelsesbevægelse indenfor den evangelisk-lutherske Fólkakirkjan på Færøerne. Bevægelsen er den næststørste vækkelsesbevægelse på Færøerne efter Brøðrasamkoman, men regner sig tilsluttet Fólkakirkjan i modsætning til Brøðrasamkoman (selv om heller ikke denne bevægelse er formelt registreret som et særskilt kirkesamfund).
I 1904 kom den danske forkynder Aksel Frederik Moe til Færøerne, udsendt fra Indre Mission i Danmark. Han påbegyndte forkyndelsesvirksomhed i private hjem og i de kirker, som åbnede dørene for ham, og efterhånden førte dette til en omfattende vækkelse. Missionshuse blev bygget i alle de største bygder, det første i Vágur i 1916. 
I 1921 blev Heimamissiónin (da under navnet Indre Mission) formelt optaget i den danske Kirkelig Forening for den Indre Mission i Danmark med eget rådgivende råd for Færøerne. I 1990 blev Kirkjuliga Heimamissiónin í Føroyum en selvstændig organisation uafhængig af moderorganisationen.
Heimamissiónin driver i dag blandt andet søndagsskolearbejde, sømandshjem og regelmæssige forkyndelsesmøder.